# Etzelsrode
Etzelsrode is een plaats en voormalige gemeente in de Duitse deelstaat Thüringen, en maakt deel uit van de Landkreis Nordhausen.
Etzelsrode telt  inwoners. Etzelsrode wordt in 977 voor het eerst in een oorkonde genoemd.
De gemeente werd op 1 januari 2019 opgenomen in de gemeente Bleicherode, die daarvoor al, als erfüllende Gemeinde de bestuurstaken van Etzelsrode uitvoerde.

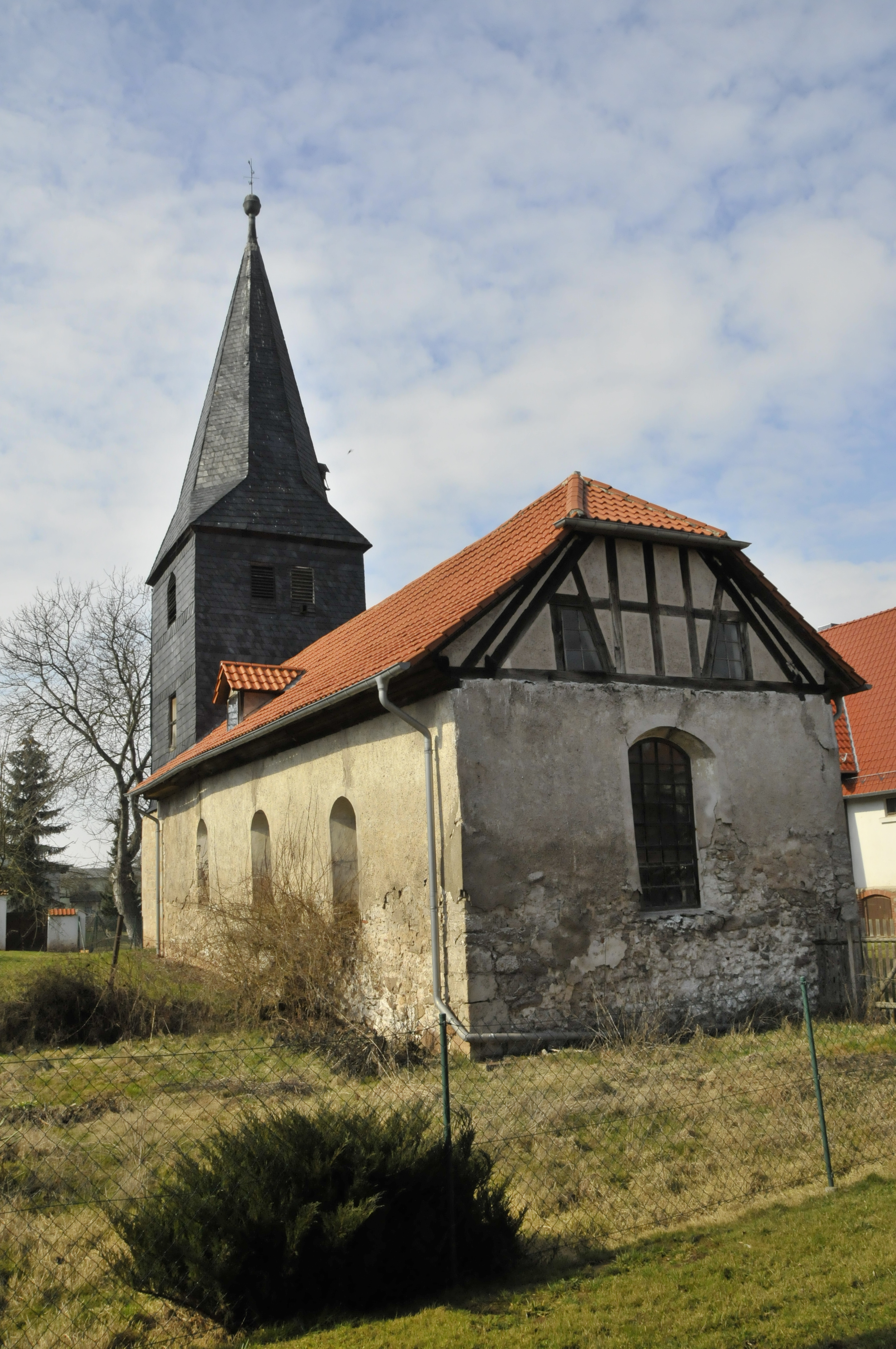
Dorpskerk uit 1718

Bleicherode · Bliedungen · Elende · Etzelsrode · Friedrichsthal · Gratzungen · Hainrode · Helenenhof · Hünstein · Kinderode · Kleinbodungen · Königsthal · Kraja · Mitteldorf · Mörbach · Nohra · Oberdorf · Obergebra · Pustleben · Wernrode · Wipperdorf · Wollersleben · Wolkramshausen